# Saint-Victor-de-Morestel
Saint-Victor-de-Morestel – miejscowość i gmina we Francji, w regionie Owernia-Rodan-Alpy, w departamencie Isère.
Według danych na rok 1990 gminę zamieszkiwało 768 osób, a gęstość zaludnienia wynosiła 58 osób/km² (wśród 2880 gmin regionu Rodan-Alpy Saint-Victor-de-Morestel plasuje się na 930. miejscu pod względem liczby ludności, natomiast pod względem powierzchni na miejscu 892.).